# Баррьентос, Фернандо
Фернандо Омар Баррьентос (исп. Fernando Omar Barrientos; род. 17 ноября 1991, Ланус) — аргентинский футболист, полузащитник. Ныне выступает за клуб «Химнасия и Эсгрима» (Хухуй).

## Биография
Фернандо Баррьентос — воспитанник футбольного клуба «Ланус» из своего родного города. 7 августа 2011 года он дебютировал в аргентинской Примере, выйдя на замену в конце гостевого матча против «Сан-Лоренсо». Первую половину 2012 года Баррьентос провёл на правах аренды за испанский «Вильярреал B» в Сегунде.
26 мая 2013 года Фернандо Баррьентос забил свой первый гол на высшем уровне, сравняв счёт в гостевой игре с «Сан-Мартином» из Сан-Хуана. В середине 2014 года он был отдан на год в аренду аргентинскому клубу «Росарио Сентраль», а затем перешёл в бразильский «Атлетико Паранаэнсе». В середине 2016 года Баррьентос вернулся в «Ланус».

## Достижения
«Ланус»
- Обладатель Южноамериканского кубка (1): 2013